# Alvleesklierknop
De ventrale en dorsale alvleesklierknoppen (of alvleesklierdivertikels) zijn uitgroeisels van de twaalfvingerige darm tijdens de menselijke embryonale ontwikkeling. Aanvankelijk zijn er twee ventrale pancreasknoppen, maar de linkerkant verdwijnt. Deze vertakken zich tot een gangenstelsel met aan het eind de cellen die het alvleessap produceren, dat door de gangetjes de darm kan bereiken.
Het proximale deel van de dorsale alvleesklierknop geeft aanleiding tot de alvleesgang, terwijl het distale deel van de dorsale alvleesklierknop en de ventrale alvleesklierknop aanleiding kunnen geven tot de ductus pancreaticus accessorius.
De ventrale alvleesklierknop ontwikkelt zich tot de alvleesklierkop en de processus uncinatus pancreatis. De processus uncinatus pancreatis is een klein haakvormig uitsteeksel van de alvleesklier en is de verlenging van de verbindingshoek van de onderste en linker laterale randen in de kop van de alvleesklier.

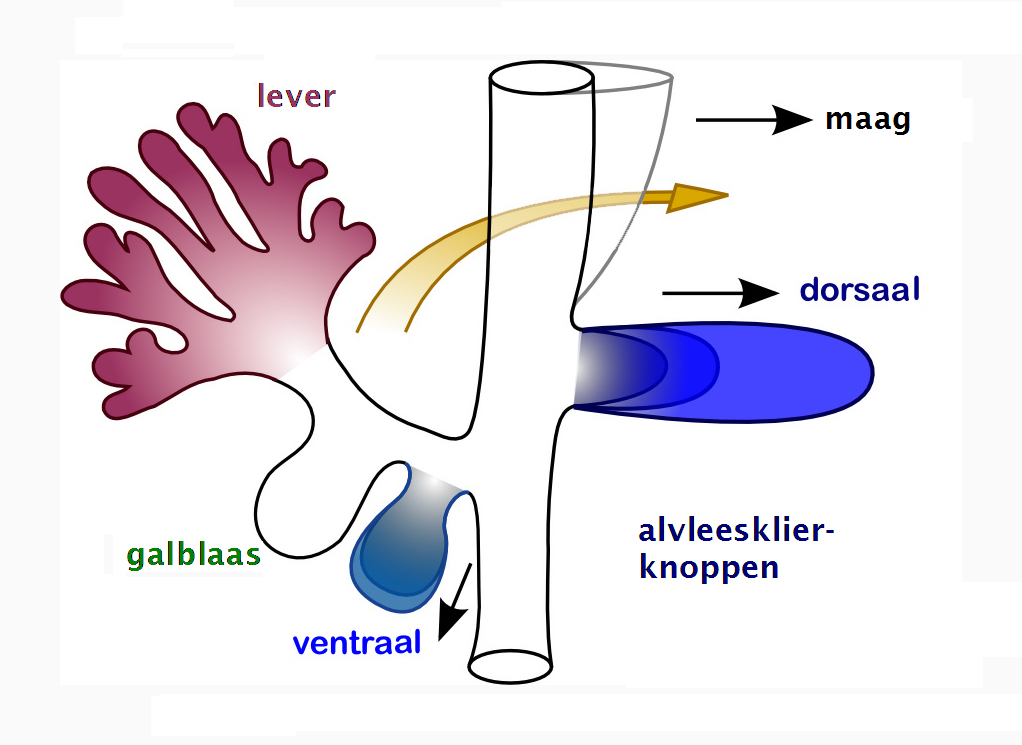
Dorsale en ventrale alvleesklierknoppen
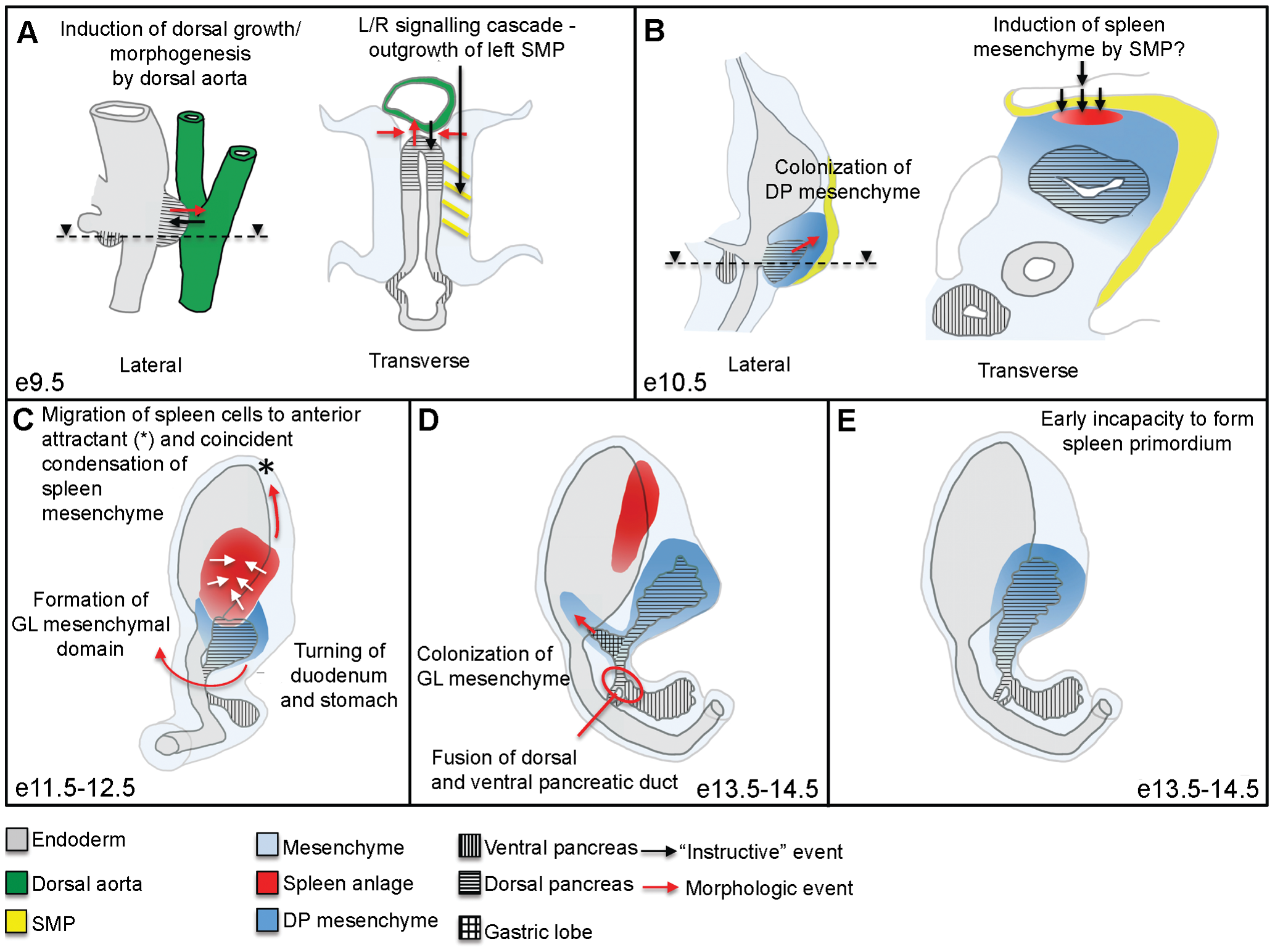
De ontwikkeling van de dorsale pancreasregio is afhankelijk van opeenvolgende interactie met aangrenzende weefsels. Spleen: milt. GL: maaglob.
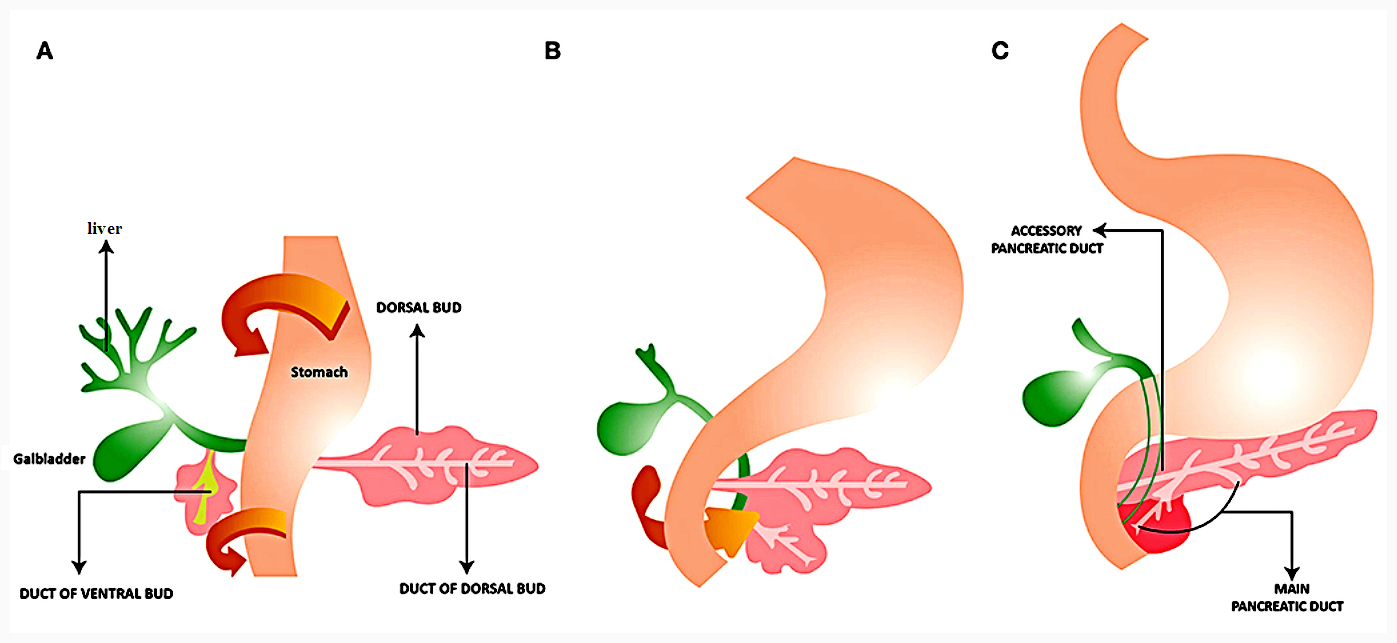
(A) Rotatie van de ventrale knop met de maag en de twaalfvingerige darm naar rechts. (B) De ventrale en dorsale knop fuseren. (C) De hoofdgang van de alvleesklier die via de ventrale knop naar de twaalfvingerige darm gaat. De ventrale knop vormt de processus uncinatus pancreatis en een deel van de kop van de alvleesklier. De dorsale knop vormt de rest van de alvleesklier.
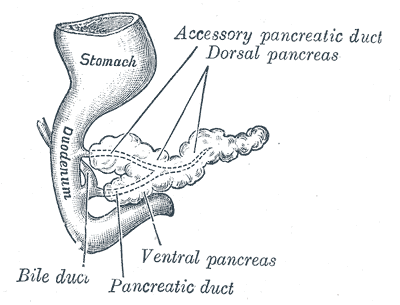
Alvleesklier van een menselijk embryo aan het einde van de zesde week (gerekend vanaf de eerste dag van de laatste menstruatie).